# Fenway Sports Group
Fenway Sports Group (FSG) is een in de Verenigde Staten gevestigde holding die aandelen heeft van diverse sportclubs in verschillende landen.

## Geschiedenis
De groep is opgericht in 2001 als New England Sports Ventures (NESV) toen John W. Henry samen met Tom Werner, Les Otten, The New York Times Company en andere investeerders een succesvol bod uitbrachten op de Boston Red Sox. In 2011 nam het haar huidige naam aan. Andere investeerders die anno april 2024 onderdeel uitmaken van FSG zijn basketballer LeBron James, politicus Bruce Rauner, voormalig AS Roma-voorzitter Thomas R. DiBenedetto en mediapersoonlijkheid Maverick Carter.
Anno 2024 is het bedrijf ook eigenaar van de Engelse Premier League-club Liverpool en NHL-franchise Pittsburgh Penguins. Daarnaast heeft het ook vastgoed in de portefeuille, waaronder Anfield en Fenway Park.

## Onderdelen

### Boston Red Sox
De Boston Red Sox zijn een professioneel honkbalteam uit Boston, Massachusetts. Ze nemen deel aan de Major League Baseball American League Eastern Division en spelen sinds 1912 in Fenway Park. In 2002 verkocht Yawkey Trust de aandelen aan FSG. De club doorging een lange periode zonder landstitel, maar daar kwam in 2004 na 86 jaar een einde aan. De Red Sox hebben een intense rivaliteit met de New York Yankees, misschien wel de heftigste en meest historische in de Noord-Amerikaanse professionele sport.

#### Fenway Park
Fenway Park is een honkbalstadion in Boston, Massachusetts. Het is de thuisbasis van de Boston Red Sox sinds 1912 en het oudste nog in gebruik zijnde MLB-stadion.

#### Fenway South
In het voorjaar dalen de Boston Red Sox af naar Fort Myers, Florida, om zich daar voor te bereiden op het nieuwe seizoen. Ook haar partnerclubs – Worcester Red Sox, Portland Sea Dogs, Greenville Drive en Salem Red Sox – maken gebruik van de faciliteiten gedurende het jaar. Naast trainingsvelden beschikt het terrein ook over een stadion dat plaats biedt aan 11.000 toeschouwers.

### Liverpool
Nadat FSG eerder een samenwerking had met de Londense club Fulham FC, bereikte het in oktober 2010 overeenstemming om de aandelen van George N. Gillet Jr. en Tom Hicks in Liverpool FC over te nemen.

#### Anfield
Anfield is de thuisbasis van Liverpool FC sinds haar oprichting in 1892, nadat het eerder dienst deed als stadion van rivaal Everton FC. FSG kocht Anfield tegelijkertijd met de club in oktober 2010. Nadat nieuwbouwplannen voor een nieuw stadion waren gestrand, besloot FSG om Anfield te verbouwen. Hierdoor nam de capaciteit toe tot 54.074 en later 61.000 toeschouwers.

### Pittsburgh Penguins
Op 29 november 2021 maakte FSG bekend dat het een meerderheidsaandeel in de Pittsburgh Penguins wilde bemachtigen. Op 31 december van dat jaar was die overname afgerond.

### RFK Racing
RFK Racing is een autosportteam dat deelneemt aan de NASCAR. Op 14 februari 2007 kreeg FSG 50% van het team in handen.

### Boston Common Golf
Op 26 juni 2023 werd aangekondigd dat FSG een van de zes teams zou opzetten in de nieuwe TMRW Golf League, een nieuwe golfcompetitie naar idee van Tiger Woods en Rory McIlroy. Het team vertegenwoordigd Boston en de regio New England.

### Salem Red Sox
In december 2007 kocht FSG de Salem Avalanche uit de Caroline League in de Minor League Baseball. In 2009 namen ze de huidige Red Sox-naam aan en werden de clubkleuren en het logo afgesteld op moederclub Boston Red Sox.

### Fenway Sports Management
Fenway Sports Management is opgericht in 2004. Het is een marketingbureau gespecialiseerd in sport.

### NESN
New England Sports Network (NESN) is een regionale kabel-televisiezender die beschikbaar is in de regio New England. FSG bezit tachtig procent van de aandelen, terwijl de Boston Bruins de overige twintig procent in handen hebben.

### AT&T SportsNew Pittsburgh
In augustus 2023 kocht FSG AT&T SportsNet Pittsburgh van Warner Bros. Discovery Sports, nadat die partij bekend had gemaakt de regionale sportzenders van de hand te doen. In oktober 2023 werd de zender hernoemd tot SportsNet Pittsburgh.

## Interesses

### Bordeaux
In 2024 was FSG in onderhandeling met de gevallen grootmacht in het Franse voetbal Girondins de Bordeaux. De club kende financiële problemen en stond, als gevolg daarvan, voor een verplichte degradatie naar het amateurvoetbal. Op 16 juli 2024 werd echter bekend dat FSG het overnameproces niet door wilde zetten.

### NBA
In het najaar van 2024 werd FSG in verband gebracht met een potentiële overname van de Boston Celtics. Echter maakte de organisatie bekend geen interesse te hebben in de Celtics, maar zich te richten op een NBA-franchise in Las Vegas met FSG-investeerder LeBron James.